# New Mexico Exoplanet Spectroscopic Survey Instrument
Il New Mexico exoplanet Spectroscopic Survey Instrument (NESSI) è uno spettrofotometro nel vicino infrarosso installato sul telescopio Magdalena Ridge Observatory da 2,4 m di diametro. Lo strumento è specificatamente progettato per lo studio esoplanetario

## Prima luce
La prima luce dello strumento è stata ottenuta il 3 aprile 2014 osservando Polluce, stella nella costellazione dei Gemelli, e Arturo, nella costellazione di Boote, confermando la funzionalità dello strumento.